# Wojny z Bafut
Wojny z Bafut – cykl konfliktów zbrojnych mających miejsce w Kamerunie w początkach XX w. pomiędzy siłami Królestwa Bafut a popieranymi przez Niemców wojskami sąsiednich monarchii stanowiących kolonie Cesarstwa Niemieckiego. Działania wojenne przyczyniły się ostatecznie do zwycięstwa nad Bafut w roku 1907 oraz opuszczenia kraju przez władcę Amumbi I. Wkrótce większa część kraju znalazła się w granicach kontrolowanego przez Niemców Kamerunu.

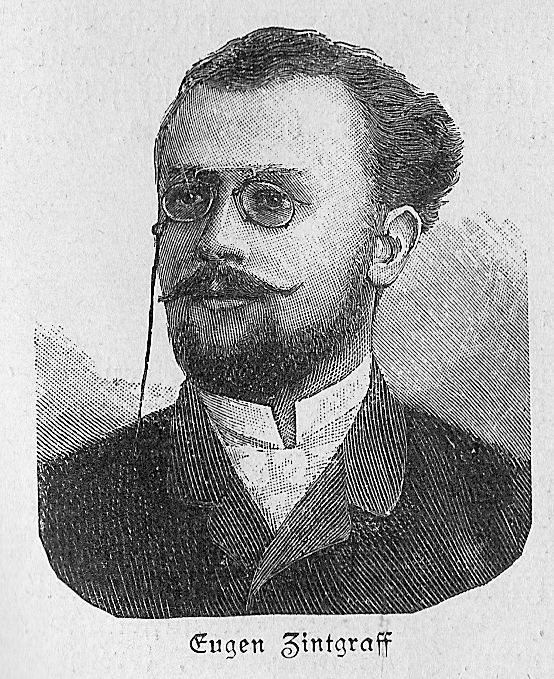
Eugen Zintgraff

W roku 1889 niemiecki badacz i odkrywca Eugen Zintgraff dotarł po raz pierwszy do Królestwa Bafut, skąd udał się do Bali Nyonga, sąsiadującego z Bafut i rywalizującego z nim sąsiada. Król Bafut Amumbi I oskarżył Eugena Zintgraffa o złamanie dworskiej etykiety, a nawiązanie kontaktów z Bali Nyonga uznano za umyślne i wrogie, rzekomo inspirowane przez władcę tego ludu.
W roku 1891 wspierane przez Niemców oddziały z Bali Nyonga zaatakowały sprzymierzone z Bafut miasto Mankon. Atak miał być odwetem za śmierć dwóch posłańców Eugena Zintgraffa, których wysłano do Bafut z żądaniem przekazania Bali Nyonga większej ilości kości słoniowej.
Atak na Mankon miał miejsce dnia 31 stycznia 1891 r. W trakcie odwrotu sił Bali Nyonga i Niemców, niedaleko miasta doszło do decydującej bitwy z siłami z Bafut i Mankon, która zakończyła się porażką i wysokimi stratami najeźdźców.

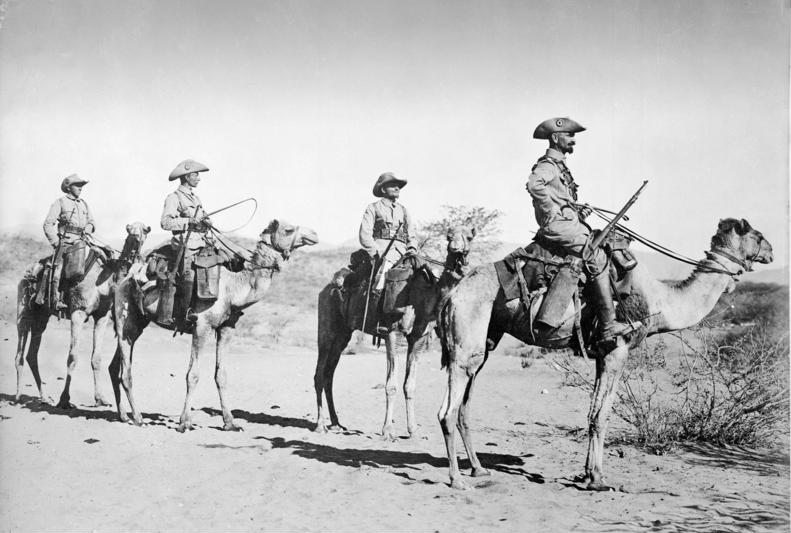
Patrol Schutztruppe na wielbłądach

W latach 1901–1907 oddziały niemieckie (Schutztruppe) dowodzone przez Curta von Pavela kilkakrotnie atakowały Bafut (1901, 1904–1905, 1907). Walki zmusiły władcę Bafut Abumbi I do udania się na roczne wygnanie do Duali. Krótko później za zgodą niemieckich władz kolonialnych, władca ponownie odzyskał tron. 
Obecnie turyści przebywający w Mankaha (koło Bafut) mogą zaznajomić się z historią Bafut. W miejscowym, składającym się z szeregu budynków pałacu-gościńcu (niegdyś rezydencja władcy, wzniesionym tu przez Niemców) utworzono muzeum. Znajduje się w nim m.in. pomieszczenie upamiętniające bitwę pod Mankon, w którym znajdują się czaszki czterech zabitych niemieckich żołnierzy, ich uzbrojenie oraz amunicja.